# Los pájaros asesinos
Los pájaros asesinos (italiano: Uccelli assassini) es una película italiana de terror de 1988 lanzado en los Estados Unidos bajo el título Zombie 5: Killing Birds; aka Raptors. A pesar de este título, los zombis sólo cuentan en los últimos minutos de la película, y sólo un personaje es atacado por las aves.

## Argumento
Fred Brown (Robert Vaughn), un soldado, vuelve de la guerra de Vietnam a su hogar en Luisiana encontrando a su esposa (Brigitte Paillet) en la cama con otro hombre. Mata a ambos y a sus padres (Ellis y Nona Paillet), sólo dejando a su hijo con vida. Mientras está limpiando su cuchillo, un halcón lo ataca y le arranca el ojo izquierdo y le ciega el otro. Él termina en un hospital en el que se despide de su hijo antes de que este sea llevado en un centro de crianza.

## Reparto
- Robert Vaughn como Dr. Fred Brown
- Lara Wendel como Anne.
- Timothy W. Watts como Steve Porter.
- Leslie Cummins como Mary.
- James Villemaire como Paul.
- Sal Maggiore Jr. como Brian
- James Sutterfield como Rob.
- Lin Gathright como Jennifer.
- Brigitte Paillet como la madre de Steve.
- Ellis Paillet como el abuelo de Steve.
- Nona Paillet como la abuela de Steve.
- John H. Green como el Dr. Green